# Region Grecja Środkowa
Region Grecja Środkowa (nwgr. Στερεά Ελλάδα, trl. Stereá Elláda) – jeden z 13 regionów administracyjnych w Grecji położony w centralnej części kraju, na południowym krańcu Półwyspu Bałkańskiego. Obejmuje swoim obszarem krainę historyczną Grecja Środkowa z wyłączeniem jej zachodniej części. Do regionu przynależy również duża wyspa Eubea u jego wschodnich wybrzeży oraz wyspa Skiros z archipelagu Sporad Północnych.
Region graniczy od południowego wschodu z regionem Attyka, od północy z regionem Tesalia, od zachodu z Grecją Zachodnią. Od południa ograniczony jest Zatoką Koryncką, przez którą graniczy z regionem Peloponez, a od wschodu Morzem Egejskim.
Stolicą regionu jest Lamia.
Region podzielony jest na 25 gmin (demos). 
Gminy regionu Grecja Środkowa zgrupowane są w pięć jednostek regionalnych (dawniej nomos):
- Jednostka regionalna Beocja ze stolicą w Liwadii,
- Jednostka regionalna Eubea ze stolicą w Chalkidzie,
- Jednostka regionalna Eurytania ze stolicą w Karpenisi,
- Jednostka regionalna Fokida ze stolicą w Amfisie,
- Jednostka regionalna Ftiotyda ze stolicą w Lamii.

W regionie znajduje się kilka miast o znaczeniu historycznym, m.in.:
- Delfy,
- Teby.